# Parava
Parava (plural Paraves) era una casta de pescadors del sud de l'Índia experts bussejadors dedicats a la pesca de perles que es practicava a una part de la costa occidental de Ceilan.
Es van convertir massivament als cristianisme sota domini portuguès. Els holandesos els van voler convertir a l'església reformada però l'oposició del clergat catòlic ho va fer impossible.
El seu cap era el Patangatyn.